# Ofenberg-Turm
Der Ofenberg-Turm ist ein etwa 20 m hoher Aussichtsturm bei Wolfhagen im Landkreis Kassel, Hessen (Deutschland).

## Geographische Lage
Der Ofenberg-Turm steht im Naturpark Habichtswald auf dem Ofenberg (372,5 m ü. NHN), der sich direkt östlich der Kernstadt von Wolfhagen und etwas westlich der Ortslage Philippinenburg des Wolfhagener Stadtteils Philippinenburg und -thal erhebt.

## Turmbeschreibung

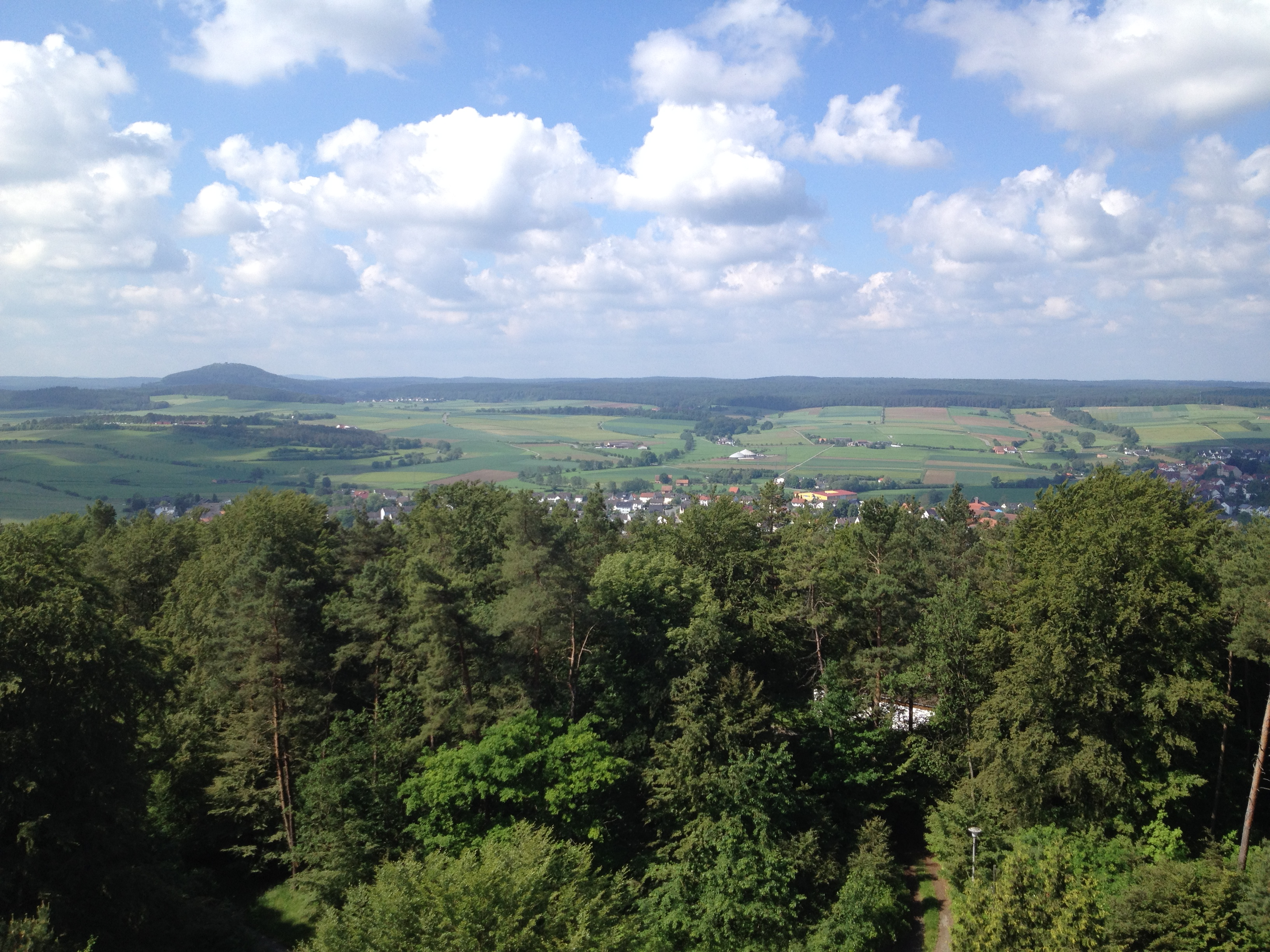
Aussicht vom Ofenberg-Turm auf Wolfhagen mit im Südwesten befindlichem/r Weidelsberg/Weidelsburg

„Der Ofenberg-Turm wurde auf Anregung u. Mitwirkung des Verkehrsvereins, unter Karl Abel und der Stadt Wolfhagen 1963/64 erbaut und mit dem ersten Ofenbergfest am 26.7.1964 der Öffentlichkeit übergeben“.
Der Turm hat einen Durchmesser von knapp drei Metern und ist außen mit Backstein-Klinkern verkleidet, innen ist er weiß verputzt. Vom Eingang auf der Westseite führt eine Beton-Wendeltreppe mit 101 Stufen zur überdachten Aussichtsplattform, die ringförmig um den Turm angebracht ist. Auf dem Dach des Turms befinden sich verschiedene Antennen.
Der Blick von seiner Aussichtsplattform, die sich auf 17,37 m Turmhöhe bzw. 389,87 m ü. NN befindet, wird zunehmend durch im Umfeld heranwachsende Bäume eingeschränkt, besonders nach Norden und Nordosten. Der Blick reicht unter anderem noch zum Großen Bärenberg, zum Fernmeldeturm Habichtswald, zum Isthaberg, zur Weidelsburg, zum Langen Wald und auf Teile Wolfhagens. Bei klarer Sicht lässt sich im Westen das Rothaargebirge ausmachen.

## Verkehrsanbindung
Der Ofenberg-Turm kann wie das knapp unterhalb von Turm bzw. Ofenbergkuppe stehende Waldrestaurant „Wolfsschänke“ über den bis nahe an die Kuppe heran führenden Fahrweg bzw. über Wald- und Wanderwege aufgesucht werden.